# Tiger Woods
Eldrick Tont "Tiger" Woods (n. 30 decembrie 1975, Cypress, California) este un jucător profesionist american de golf. Este considerat a fi unul dintre cei mai buni jucători de golf din toate timpurile și unul dintre sportivii cu cel mare venit provenit din sport. Venitul său anual este apreciat la 100 milioane de dolari, după revista "Forbes Magazine", el ar fi primul din lume care a câștigat în cariera de sportiv peste 1 miliard de dolari.